# Schweizerische Handballmeisterschaft 1933/Region Zentralschweiz/Gruppe B
Die Gruppe B der Region Zentralschweiz war eine Gruppe der Schweizerische Handballmeisterschaft 1933. Der TV Kaufleute Basel spielte als Gruppensieger gegen den Abstinenten-Turnverein Basel (Sieger: Gruppe A der Region Zentralschweiz) das Regionalfinal, welches zur Teilnahme an der Finalrunde qualifizierte.

## Modus
Aufgrund des Saisonbegiens im Februar (In späteren Jahren September/Oktober) wurde auf eine Doppelrunde verzichtet und die 6 Mannschaften spielten nur eine einfache Runde.

## Rangliste
| Pl.                            |  | Verein             | Sp. | S | U | N | Tore    | Diff. | Punkte |
| ------------------------------ |  | ------------------ | --- | - | - | - | ------- | ----- | ------ |
| 1.                             |  | TV Kaufleute Basel | 3   | 3 | 0 | 0 | 022:40  | +18   | 06:00  |
| 2.                             |  | TV Kleinbasel      | 3   | 2 | 0 | 1 | 011:120 | −1    | 04:20  |
| 3.                             |  | TV Schönenwerd     | 3   | 1 | 0 | 2 | 08:90   | −1    | 02:40  |
| 4.                             |  | STV Luzern         | 3   | 0 | 0 | 3 | 07:230  | −16   | 00:60  |
| Quelle: , Stand: 28. März 1933 |  |                    |     |   |   |   |         |       |        |

| Zum Gruppenrundeende 1933: |                                                     |
|                            |                                                     |
|                            | Qualifiziert für das Zentralschweizer Regionalfinal |

## Spiele
| 5. März 1933 | TV Schönenwerd | 2 : 4 | TV Kleinbasel | Schönenwerd |
| 5. März 1933 | (2 : 3)        |       |               | Schönenwerd |
| 5. März 1933 | [ 3 ]          |       |               | Schönenwerd |

| 12. März 1933 Spiel hätte am 5. März 1933 stattfinden sollen | STV Luzern  | 1 : 13 | TV Kaufleute Basel | Sportplatz Tribschen, Luzern Schiedsrichter: Schneider (ATV Basel) |
| 12. März 1933 Spiel hätte am 5. März 1933 stattfinden sollen | (0 : 7)     |        |                    | Sportplatz Tribschen, Luzern Schiedsrichter: Schneider (ATV Basel) |
| 12. März 1933 Spiel hätte am 5. März 1933 stattfinden sollen | [ 4 ] [ 5 ] |        |                    | Sportplatz Tribschen, Luzern Schiedsrichter: Schneider (ATV Basel) |

| 19. März 1933 | TV Kaufleute Basel | 5 : 1 | TV Kleinbasel | Basel |
| 19. März 1933 | (2 : 0)            |       |               | Basel |
| 19. März 1933 | [ 4 ]              |       |               | Basel |

| vor dem 20. März 1933 | STV Luzern | 1 : 4 | TV Schönenwerd |  |
| vor dem 20. März 1933 | (1 : 1)    |       |                |  |
| vor dem 20. März 1933 | [ 6 ]      |       |                |  |

| vor dem 26. März 1933 | TV Schönenwerd | 2 : 4 | TV Kaufleute Basel |  |
| vor dem 26. März 1933 | (2 : 1)        |       |                    |  |
| vor dem 26. März 1933 | [ 2 ]          |       |                    |  |

| 26. März 1933 | TV Kleinbasel | 6 : 5 | STV Luzern | Basel |
| 26. März 1933 | (4 : 2)       |       |            | Basel |
| 26. März 1933 | [ 7 ]         |       |            | Basel |